# Tjuratam
Tjuratam ('Тюратам') er en stationsby i Kasakhstan på hovedjernbanen fra Moskva til Tasjkent. Den er nær ved Bajkonur-kosmodromen og nær ved Bajkonur, tidligere Leninsk, som er opstået i forbindelse med kosmodromen.
Gary Powers forsøgte i sit U-2 spionfly at finde dette rumcenter, men han blev herunder skudt ned i 1960. Indtil da havde CIA systematisk overfløjet hovedjernbanerne i Sovjetunionen for at finde de sovjetiske missilbaser.